# Pililla
Pililla é um município de  primeira classe de renda municipal (d) na província Rizal, nas Filipinas. De acordo com o censo de 1 de maio  de  2020 possui uma população de 71 535 pessoas e 17 674 domicílios.